# Râul Mielușel
Râul Mielușel (sau Râul Miloșu) este un curs de apă, afluent al râului Jorea. 